# Warwick
Warwick er en by og administrativt centrum (county town) i Warwickshire, England. Byen ligger ved floden Avon 18 km syd for Coventry og umiddelbart vest for Leamington Spa og Whitnash som den er groet sammen med. Ved en folketælling i 2001 havde byen 23.350 indbyggere, hvilket er forøget til 32.719(2016) indbyggere.
Der har været menneskelig aktivitet ved Warwick så tidligt som yngre stenalder, og området har været konstant beboet siden 600-tallet. En saksisk burh blev bygget ved Warwick i 900-tallet og Warwick Castle blev opført på dette sted i 1068 som en del af den Normanniske erobring af England. Warwick School hævder at være den ældste drengeskole i landet. jarldømme af Warwick blev etableret i 1088 og jarlerne kontrollerede byen i middelalderen. Under denne periode fik byen Warwick en bymur, hvoraf Eastgate og Westgate endnu står. Borgen udviklede sig til at blive et stenfæstning og senere et country house og er i dag en populær turistattraktion.
Den store brand i Warwick i 1694 ødelagde store dele af middelalderbbyen og resulterede i, at de fleste af byens bygninger er fra efter dette tidspunkt. Selvom Warwick ikke blev industrialiseret i 1800-tallet har den oplevet tilvækst i indbyggere siden 1801, hvor der boede 5.592 indbyggere. Racing Club Warwick F.C., grundlagt i 1919, ligget i byen. Warwick er administreret af Warwick District Council og Warwickshire County Council har dets hovedkvarter her.